# شیر پروانه‌ای

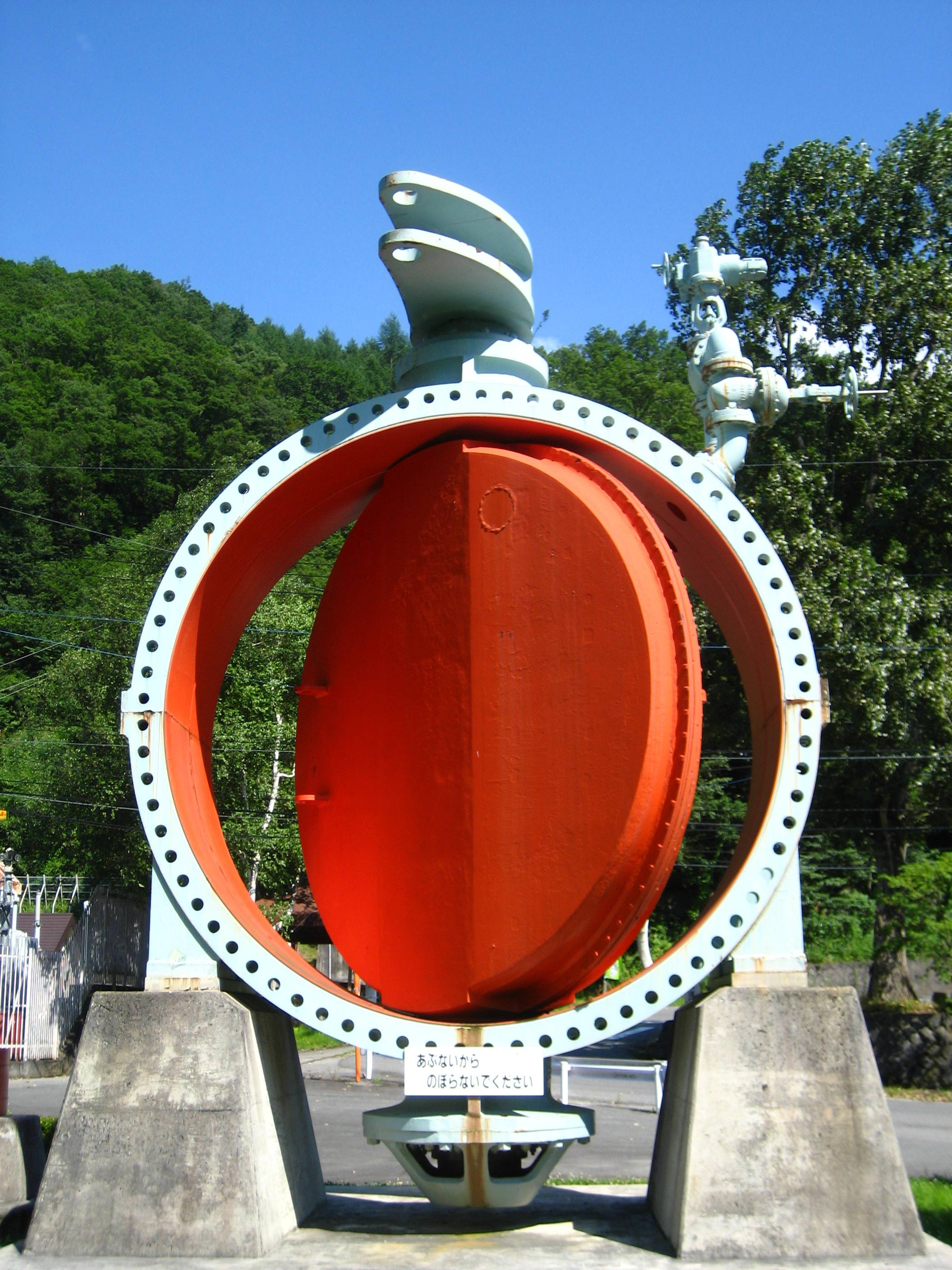
یک شیر پروانه‌ای بزرگ در ژاپن که جهت کنترل جریان ورودی به نیروگاه‌های برق آبی استفاده می‌شود

شیر پروانه‌ای (به انگلیسی: Butterfly valve) گونه‌ای از شیرهای صنعتی است که در آن از یک دیسک دایره‌ای یا مستطیلی که امکان چرخش حول محور خود را دارد، جهت کنترل یا انسداد مسیر جریان سیال استفاده می‌شود.این نوع از شیرها نسبت به دیگر انواع شیر از وزن کمتر برخوردار بوده و در عین حال ارزان تر می‌باشد.
شیر پروانه ای مطابق استاندارد api609 طراحی می شود و در مدل های شیر پروانه ای ویفری و شیر پروانه ای لاگ و شیر پروانه ای فلنج دار و شیر پروانه ای بدنه باریک تقسیم بندی می شوند.
شیر پروانه ای برای قطع و وصل و کنترل جریان سیال با عملگر اهرم و گیربکس و پنوماتیک و برقی و هیدرولیکی استفاده می شود.
شیرهای پروانه ای علاوه بر دسته بندی بر اساس نوع اتصالات که در بالا اشاره شد، بر اساس موقعیت قرار گیری دیسک به دو دسته شیرهای پروانه ای هم مرکز (به انگلیسی: Centric) و خارج مرکز (Eccentric یا Disc offset) تقسیم می شوند.
شیرهای پروانه ای خارج مرکز با توجه به تعداد خروج از مرکزیت هایی که دیست دارد به سه حالت دیسک آفست، دابل آفست و تریپل آفست (double offset, Triple offset) طبقه بندی می شوند.
آببندی شیرهای خارج مرکز معمولا به صورت فلز به فلز می باشد اما آبندی شیرهای هم مرکز عموما توسط لاستیک صورت می گیرد.

## پارامترهای عملکردی شیر پروانه‌ای
شیرهای پروانه‌ای معمولاً به‌عنوان شیرهای کنترلی در کاربردهایی که نیاز به افت فشار پایین دارند، استفاده می‌شوند. این شیرها می‌توانند هم به‌عنوان شیر قطع و وصل (سرویس روشن/خاموش) و هم به‌عنوان شیرهای کنترلی برای تنظیم جریان یا فشار به کار روند. به‌عنوان شیر قطع و وصل، شیرهای پروانه‌ای عملکرد بسیار خوبی در محدوده فشار مجاز خود دارند. کاربردهای معمول آن شامل ایزوله کردن تجهیزات، سیستم‌های پر/تخلیه، سیستم‌های بای‌پس و موارد مشابه است؛ جایی که تنها ملاک برای کنترل جریان یا فشار، قطع یا وصل بودن آن است.
اگرچه شیرهای پروانه‌ای قابلیت محدودی در کنترل فشار یا جریان دارند، اما به دلیل اقتصادی بودن، به‌طور گسترده به‌عنوان شیر کنترلی استفاده می‌شوند. عملکرد کنترلی این شیرها را می‌توان با افزودن عملگرها و بسته‌های کنترل الکترونیکی به‌طور قابل‌توجهی بهبود داد. شیرهای پروانه‌ای امکان عبور حجم زیادی از جریان را با افت فشار نسبتاً کم فراهم می‌کنند و معمولاً برای کنترل جریان در بازشدگی‌های بین ۳۰ تا ۷۰ درجه مورد استفاده قرار می‌گیرند. در زاویه‌های بیشتر از ۷۰ درجه، افت فشار شیر پروانه‌ای بسیار کم است و تأثیر قابل‌توجهی بر جریان یا اتلاف انرژی سیستم ندارد.
دو کاربرد خاص شیر پروانه‌ای عبارت‌اند از: استفاده در تخلیه آزاد و سرویس کاویتاسیون فلشینگ یا خفه‌کننده. تخلیه آزاد معمولاً باعث ایجاد سرعت بالای جریان در لوله با افت فشار متوسط می‌شود، در حالی که کاویتاسیون خفه‌کننده معمولاً با سرعت‌های بسیار بالا و افت فشار شدید همراه است.

## انواع مختلف از شیرهای پروانه‌ای
شیر پروانه‌ای از دسته شیرهایی است که به آن‌ها «شیرهای ربع‌گرد» گفته می‌شود، چراکه برای باز شدن کامل، دیسک تنها یک‌چهارم دور می‌چرخد و عبور سیال تقریباً بدون مانع انجام می‌گیرد. انواع مختلفی از شیرهای پروانه‌ای وجود دارد که هر یک برای فشارها و کاربردهای خاصی طراحی شده‌اند. در نوع «شیر پروانه‌ای با عملکرد بالا»، دیسک اندکی از محور مرکزی فاصله دارد، که این ویژگی باعث بهبود قابلیت آب‌بندی و کاهش سایش در شیر می‌شود. در این نوع شیرها، ضریب جریان و ضریب افت از پارامترهای کلیدی برای درک عملکرد کلی شیر محسوب می‌شوند، ازاین‌رو بررسی دقیق آن‌ها ضروری است.
برخی پژوهشگران تلاش کرده‌اند جریان درون شیر پروانه‌ای را به‌صورت عددی پیش‌بینی کنند. کیم و وو الگوی جریان، توزیع سرعت و ضریب جریان شیر پروانه‌ای را با استفاده از تحلیل عددی دوبعدی مورد بررسی قرار دادند. هوانگ و کیم نیز میدان سرعت و توزیع فشار در جریان تراکم‌ناپذیر سه‌بعدی شیر پروانه‌ای را تحلیل کردند. آن‌ها همچنین طراحی بهینه دیسک شیر پروانه‌ای را برای دستیابی به تنظیم پایدار جریان، عملکرد نرم در باز و بسته شدن، و کاهش پدیده کاویتاسیون گزارش نمودند.

### انواع شیر پروانه‌ای صنعتی:
شیر پروانه‌ای صفر آفست (Concentric Butterfly Valve)
- محور دیسک در مرکز و هم‌مرکز با بدنه شیر است.
- دیسک معمولاً از لاستیک یا مواد نرم برای آب‌بندی استفاده می‌کند.
- مناسب سیستم‌های کم فشار و دمای پایین.

شیر پروانه‌ای دو آفست (Double Offset Butterfly Valve)
- محور دیسک کمی از مرکز بدنه و محور لولا جابه‌جا شده است.
- کاهش اصطکاک و سایش بین دیسک و صندلی.
- مناسب کاربردهای فشار و دمای متوسط.

شیر پروانه‌ای سه آفست (Triple Offset Butterfly Valve)
- دو آفست قبلی به همراه آفست سوم که مربوط به زاویه مخروطی بودن صندلی است.
- مهر و موم فلز به فلز دقیق، بدون تماس دائمی بین دیسک و صندلی، برای جلوگیری از سایش.
- مناسب برای دما و فشارهای بالا، کاربردهای نفت، گاز، پالایشگاه و نیروگاه.

شیر پروانه‌ای چهار آفست (Quad Offset Butterfly Valve)
- توسعه یافته از شیرهای سه آفست با فناوری‌های جدید برای کاربردهای بسیار تخصصی و سخت.
- کاهش هرچه بیشتر سایش و عمر طولانی‌تر شیر.
- کاربرد در نیروگاه‌ها و صنایع سنگین.

شیر پروانه‌ای با دیسک نرم (Soft Seated Butterfly Valve)
- دیسک دارای پوشش لاستیکی یا پلیمر نرم است که به خوبی آب‌بندی می‌کند.
- مناسب برای کاربردهایی که نیاز به آب‌بندی کامل دارند ولی فشار پایین تا متوسط است.

شیر پروانه‌ای با دیسک فلزی (Metal Seated Butterfly Valve)
- دیسک و صندلی هر دو از جنس فلز ساخته شده‌اند.
- مقاوم در برابر دما و فشار بالا، مناسب کاربردهای صنعتی سنگین.

شیر پروانه‌ای Wafer Type (وافر تایپ)
- طراحی باریک برای نصب بین دو فلنج در سیستم لوله‌کشی.
- نصب و تعویض آسان، استفاده گسترده در صنایع مختلف.

شیر پروانه‌ای Lug Type (لوگ تایپ)
- دارای پیچ و مهره جداگانه برای نصب مستقیم به فلنج‌ها، امکان جداسازی بدون تخلیه کل سیستم.
- مناسب خطوطی که نیاز به نگهداری مکرر دارند.

شیر پروانه‌ای Double Flanged (دوبل فلنج)
- دو فلنج در دو طرف شیر برای اتصال مطمئن‌تر به لوله‌ها.
- مناسب فشارهای بالا و اندازه‌های بزرگ.

شیر پروانه‌ای با اکچویتور (Actuated Butterfly Valve)
- مجهز به عملگرهای پنوماتیک، برقی یا هیدرولیکی برای کنترل اتوماتیک.
- استفاده در سیستم‌های کنترل از راه دور و اتوماسیون.